# Siva

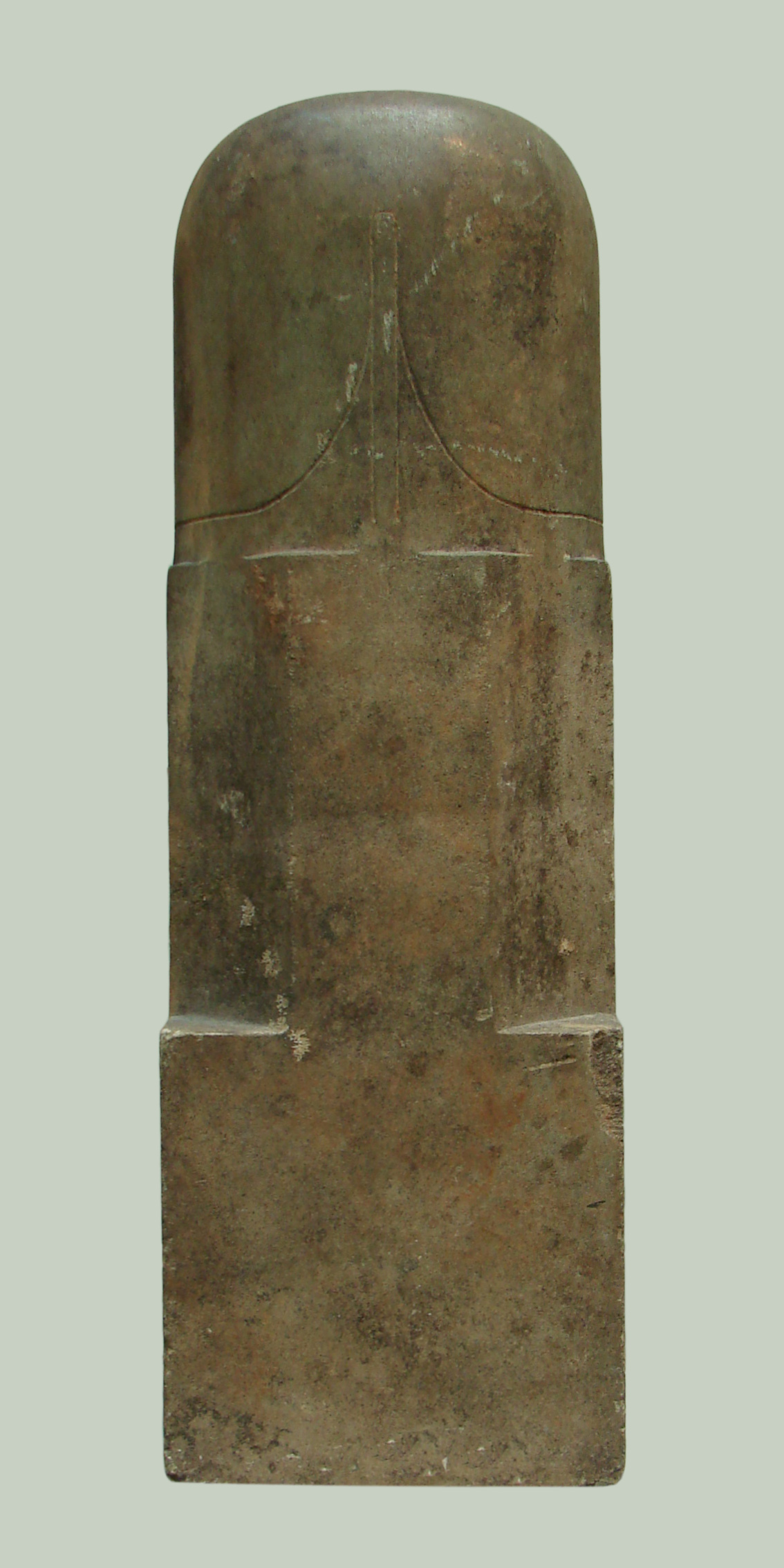
Siva isten lingamjának ábrázolása (Kambodzsa, Siemreap 10. század, Párizs, Musée Guimet)
Siva jelképe a lingam, s a tiszteletére emelt templomokban hatalmas lingamszobrok előtt imádkoznak gyermekáldásért a nők, a lingamot vajjal kenegetik és felkoszorúzzák

Siva (IPA: [ɕivə]; szanszkrit: शिव , ISO: Śiva) vagy más néven Mahádéva (szanszkrit: महादेव , szó szerint: Nagy Isten ) az egyik legfőbb isten (Ísvara) a hinduizmusban. A saivizmus számára, amely a hinduizmus Indiában egyik legelterjedtebb ága, Siva a főisten. Állandó mellékneve a pusztító; de sok aspektusa van, jóindulatúak és félelmetesek is. 
A hindu hármasságon (Trimúrti) belül ő a „pusztító”, Visnu a „megtartó”, Brahma a „teremtő” isten.

## Etimológia és nevei
A szanszkrit "śiva" szó (dévanagari: शिव) azt jelenti: "jóindulatú, kegyes, kedves, barátságos". A śiva szó gyökérszavai a népi etimológiában: a „śī”, ami azt jelenti, hogy "akiben minden rejlik", és a „va” , ami azt jelenti, hogy "a kegyelem megtestesülése".
A Siva szó más indiai írásrendszerekkel írva: malajálam: ശിവന്‍, kannada: ಶಿವ; tamil: சிவன், telugu: శివ; nepáli:महाद्यः .
Siva számtalan más néven is ismert, mint például Viswanatha (a világegyetem ura), Mahádéva (Nagy Isten), Mahandeo, Mahaszu, Mahesza, Mahesvara, Sankara, Sambhu, Rudra, Hara, Trilochana, Devendra (az istenek feje), Natarádzsa (a tánc ura) Nílakanta, Subhankara, Trilokinatha.

## Jellemzői
A hindu mitológia alapján lakhelye a Kailász-hegy és hajfonataiból ered a Gangesz folyó.
Siva Natarádzsaként („A tánc ura”) megteremti a világot és fenntartja annak folyamatosságát, de ha elfárad, az univerzum visszahullik a káoszba. Tomboló erejével ő vet véget a jelenlegi korszaknak (kali-juga). Daksinámurtiként a legfőbb aszkéta és tanító. Férfi nemzőerejének szimbólumát, a nem antropomorf lingamot a templomok belső szentélyeiben tisztelik.
Női formája, (saktija – női energiája, a mitológia szerint felesége) Párvati, akinek további jó és félelmetes megnyilvánulási formái vannak. Ganésa, a szerencse elefántfejű istene és Kárttikkéja (vagy a hétfejű Szubrahmanja) hadisten apja.
Sivának több funkciója és megjelenési formája is van. Ő birtokolja a tama-gunát is, ami a tudatlanság kötőereje. Három szeme van: a Nap, a Hold és a tűz. A nagy hatalmú istent szokás 4, 6, 8, 10 vagy akár 32 karral ábrázolni. Hátasállata a Nandi bika.
Siva aszkétikus teremtőisten, akit jó és rossz tulajdonságokkal ruháztak fel. Egyfelől védelmező, óvó, másfelől kegyetlen pusztító aspektusát ismerjük, de a mitológiában hiszékeny is, a legegyszerűbb eszközökkel jókedvre lehet deríteni. Nyakában koponyafüzérrel, olykor félig férfi, félig női alakban ábrázolják. Ezzel kettős természetét, az ellentétek kölcsönhatását, egymásban való feloldódását szimbolizálják.
Kialakulása valószínűleg a védikus iratokban szereplő Rudra viharistenhez köthető, másik összetevője a proto-Sivaként ismert termékenységisten lehetett, aki az i.e. 2. évezredben az Indus-völgyi civilizációban különböző ábrázolásairól ismert istenség lehetett. Ez különleges kapcsolatot jelentett az árják ősi vallása és a meghódított területek istenei között. A Rudra-Siva kettősség a háziszertartások (grihja) során alakult ki, az i.e. 2. századra már Siva alakja kristályosodott ki e kettősségből. A Rámájanában erős központi istenség, a Mahabhárátában már istenek teremtőjeként szerepel, és külön fejezetek szólnak róla, bár annak főalakja Krisnán keresztül Visnu (→Bhagavad-gíta).

## Attribútumai
- Jobb kezében háromágú szigonyt tart, homlokán félhold alakú díszítés van. Koponyafüzéreket és kígyókat hord a nyakán. Lábát a legyőzött törpén, Mujalaka démonon nyugtatja. Bal kezében egy dobot tart.
- Gyakran három szemmel ábrázolják, a harmadik szeme a homloka közepén van.
- A testén elhamvasztott holtak hamufoltjai láthatók, ami aszkéta életmódjára utal.
- Csapzott, arany, vagy sárgásfehér hajfonatokkal jelenítik meg.
- Kék nyelvvel és torokkal festik meg a színes szobrokon vagy képeken

A hinduk szent iratai, a puránák szerint Siva egy nap a szentéletű bölcsek, a risik közé került, akik rossz szemmel nézték, ezért tigrist küldtek rá, hogy elpusztítsa őt. Siva kisujjának egy mozdulatával megölte, és a nyaka köré tekerte. A risik kígyókat küldtek rá, akiket szintén megölt, majd nyakláncként viselte őket. Végül a gonosz Mujalaka törpét küldték ellene, akinek hátán Siva táncolni kezdett. A táncot látva a risik megtértek, és Siva követőivé váltak.
Egy másik monda szerint az aszkétikus erdei remeték féltették tőle asszonyaikat, ezért átkukkal megfosztották nemzőszervétől. A világ azonnal elsötétült, káosz lett úrrá a földön, és a remeték azonnal elvesztették férfiasságukat. Engesztelésül áldozatot mutattak be számára, mire a varázslat megszűnt. A lingam tisztelete – egy monda szerint – innen eredhet.
Sivát „kék torkúnak” (Nílakantha) is nevezik, mivel megmentette a világot azzal, hogy lenyelte a tejóceán köpülésekor Vászuki kígyó mérgét. Az istenek szent, halhatatlanná tévő italukat, az amritát akarták kinyerni a tejóceánból, ehhez a Mandara-hegyet használták, kötélnek pedig Vászuki kígyót. A kígyó kimerültségében mérget hányt, ami a világ pusztulását okozhatta volna, ha Siva nem nyeli le a folyadékot. Ettől elszíneződött a torka.
Siva harmadik szemével kapcsolatban is több monda született. Az egyik szerint felesége, Párvati, miközben Siva meditációba merült, incselkedett vele, a háta mögé lopódzott, és befogta férje két szemét. A világ elsötétült, és hideg félelem lett úrrá az élőlényeken. Ekkor Siva homloka közepén új szem nyílt, amelyből lángoszlopok lövelltek ki, és beragyogták az egész Himaláját. Párvati elszégyellte magát, és ígéretet tett, hogy többé nem zavarja meg férje meditációját. Siva megszánta őt, és újra kisütött a nap, visszaállt a világ rendje. A harmadik szeme azonban továbbra is megmaradt a homloka közepén.

## Saivizmus
A saivizmus, sivizmus vagy Siva-kultusz a Sivához szorosan kapcsolódó vallási irányzat a hinduizmuson belül, amely elsődleges és legfőbb istennek Sivát, vagy annak egy megtestesülési formáját vagy szimbólumát (például a lingamot) tartja. A Siva-kultusz a kora középkorra kristályosodott ki, és különösen India déli (dravida) tartományaiban vált uralkodóvá. Siva hívőit és kultuszának követőit saiváknak nevezzük, amíg a Visnu-hívők a vaisnavák. Közöttük alapvető különbség, hogy a saivák a mai napig mutatnak be állatáldozatot, míg a vaisnavák ezt visszataszítónak találják.